# 요네키쓰 마사토시

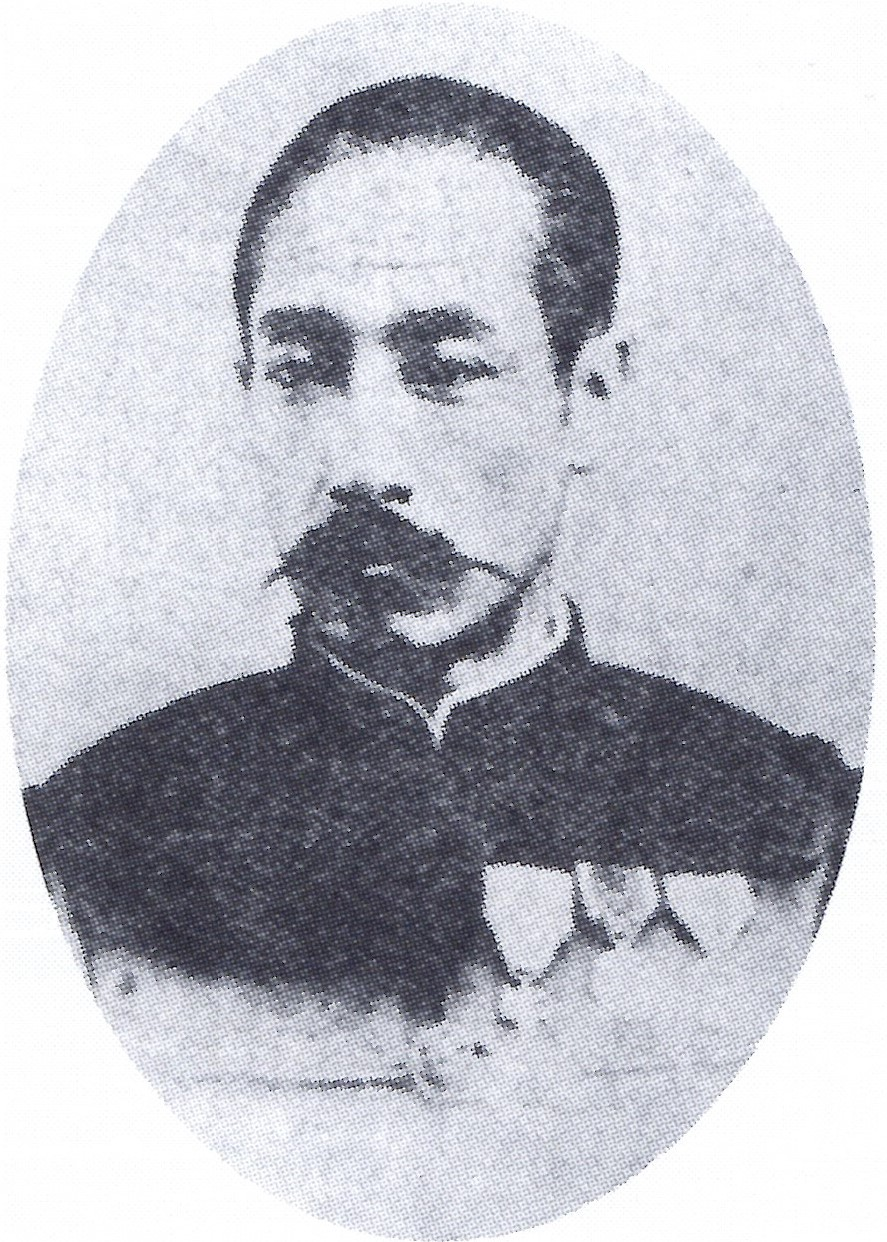
요네키쓰 마사토시

요네키쓰 마사토시(일본어: 米津政敏, 1851년 4월 30일 ~ 1895년 10월 30일)는 일본 에도 시대의 다이묘로, 나가토로번의 5대 번주, 지번사이며, 오아미번 지번사, 류가사키번 지번사이다. 나가토로 번의 4대 번주 요네키쓰 마사아키의 맏아들로 태어났으며, 관위는 종5위하, 이세노카미이며, 메이지 시대에는 자작이다.
게이오 원년(1865년) 12월 11일, 아버지 마사아키가 은거함에 따라 가문을 계승하였다. 게이오 2년(1866년) 12월 18일에 종5위하, 이세노카미에 서임되었다. 보신 전쟁에서는 신정부군 측에 가담하여, 게이오 4년(1868년) 윤4월에 덴도번과 싸웠으나 패하였고, 이때 나가토로 진야가 불에 탔다. 메이지 2년(1869년) 6월, 판적봉환으로 나가토로 번 지번사가 되었고, 같은 해 11월, 정청을 나가토로에서 가즈사노쿠니 오아미로 옮겼으며, 메이지 4년(1871년) 2월에는 다시 히타치노쿠니 류가사키 촌으로 옮겼다. 결국 그해 7월 15일, 폐번치현으로 인해 면직되었다. 이후 육군 도야마 학교를 졸업하고 메이지 10년(1877년)에 육군소위가 되었으며, 이후 중위로 진급하여 근위사단 문고 주관 등으로 근무했다. 메이지 17년(1884년)에 자작이 되었고, 메이지 23년(1890년) 7월에 귀족원 의원으로 당선되어 죽을 때까지 재임하였다. 나시모토노미야의 가령(家令)으로도 근무하였다. 메이지 28년(1895년)에 45세로 사망하였다.
|  | 제1대 (나가토로)요네키쓰 자작가 당주 1884년 ~ 1895년 | 후임 요네키쓰 마사카타 |

| 전임 요네키쓰 마사아키 | 제11대 요네키쓰씨 다다마사류 당주 1865년 ~ 1895년 | 후임 요네키쓰 마사카타 |

| 전임 요네키쓰 마사아키 | 제5대 나가토로번 번주 1865년 ~ 1869년 | 후임 폐번 |

|  | 오아미번 지번사 1869년 ~ 1871년 | 후임 폐번 |

|  | 류가사키번 지번사 1871년 | 후임 폐번치현 |